# Archanara obscura
Archanara obscura là một loài bướm đêm trong họ Noctuidae.